# Bill Coyle
Bill Coyle är en amerikansk poet och översättare. Hans dikter och översättningar har publicerats i antologier och tidskrifter som The Hudson Review, The New Republic, Poetry och Modern Poetry in Translation. Hans debutsamling The god of this world to his prophet ("denna världs gud till sin profet") tilldelades 2006 års New Criterion poetry prize. Eric McHenry på The New York Times kallade dikten "Aubade" från samlingen för "ett enda, fläckfritt svep", och skrev om resten av boken: "Om vissa av de dikter som föregår 'Aubade' kan verka, i kontrast, lite för mycket under hans kontroll, och erbjuder mästerlighet utan mystik, tja, det finns många fördelar med mästerlighet."
Som översättare ligger han bakom Dog star notations från 2016, en bok med utvalda dikter av Håkan Sandell översatta till engelska. Coyle undervisar vid Salem state university i Salem, Massachusetts.